# Notomulciber celebensis
Notomulciber celebensis är en skalbaggsart som beskrevs av Stefan von Breuning 1961. Notomulciber celebensis ingår i släktet Notomulciber och familjen långhorningar.
Artens utbredningsområde är Sulawesi. Inga underarter finns listade i Catalogue of Life.